# Cerro Kuillca
Cerro Kuillca är ett berg i Bolivia.   Det ligger i departementet Potosí, i den centrala delen av landet, 120 km sydväst om huvudstaden Sucre. Toppen på Cerro Kuillca är 4 779 meter över havet.
Terrängen runt Cerro Kuillca är huvudsakligen kuperad. Runt Cerro Kuillca är det mycket glesbefolkat, med 2 invånare per kvadratkilometer.. 
Omgivningarna runt Cerro Kuillca är i huvudsak ett öppet busklandskap.